# Кавун, Максим Эдуардович
Максим Эдуардович Кавун (10 сентября 1978, Днепропетровск, Украинская ССР, СССР) — украинский историк, культуролог, публицист, краевед.
Кандидат исторических наук, с 2012 г. — заведующий отделом "Музей истории местного самоуправления Днепропетровской области" Днепропетровского национального исторического музея имени Д.И. Яворницкого.
В 2003—2012 гг. доцент кафедры российской истории исторического факультета Днепропетровского национального университета им. Олеся Гончара.
Эксперт по истории Екатеринослава-Днепропетровска и Приднепровского региона.
Член Национального союза краеведов Украины (с 1995 г.).
Автор и соавтор 9 книг и более 300 статей.

## Биография
Впервые занялся историко-краеведческими исследованиями в 11 лет .
Профессионально занялся историческими и культурологическими исследованиями с 15 лет.
Окончил Днепропетровский государственный университет (магистр истории, 2000).
Окончил аспирантуру на кафедре российской истории Днепропетровского национального университета с 2000 по 2003 г.
В 2003—2012 годах преподавал в Днепропетровском национальном университете имени Олеся Гончара.
Учебный курс — "История России (IX — XVIII вв.)".
Спецкурсы — "Модернизация России: реформы и революции", "Национальная политика в Российской империи и СССР", "Российская историческая урбанистика".

## Образование
- 2003 — Аспирантура. Днепропетровский национальный университет, исторический факультет, кафедра российской истории. Кандидатская диссертация: "Происхождение и ранняя история города Екатеринослава" (научный рукодитель - профессор В.В. Иваненко).
- 2000 — Магистр истории (с отличием). Днепропетровский национальный университет, исторический факультет, кафедра российской истории. Дипломная работа: "Феномен Екатеринослава в контексте формирования городов Юга Украины (вторая половина XVIII — первая половина XIX вв.)".

## Научная деятельность
Автор более 300 научных и научно-популярных работ.
- Список опубликованных работ М. Э. Кавуна

Сфера научных интересов — история, культурология, урбанистика, история архитектуры, историческая топография, топонимика.  Культурная география Причерноморского региона, история Северного Причерноморья - Новороссии - Южной Украины.
Кандидатская диссертация "Происхождение и ранняя история города Екатеринослава" (2003) - первое диссертационное исследование, посвященное истории Екатеринослава-Днепропетровска.   (укр.)
Многолетний участник дискуссий о генезисе и летоисчислении Екатеринослава-Днепропетровска и других городов Северного Причерноморья — Новороссии (ныне Южная Украина) .

## Общественная деятельность
Член правления Днепропетровской областной организации Национального союза краеведов Украины (с 2008 г.).
Участник ряда проектов по сохранению исторической памяти Днепропетровска:
- Проект "Память: події та персоналії" - увековечение памяти выдающихся жителей  Екатеринослава-Днепропетровска в мемориальных досках (организатор — Інститут україніки, реализуется с 2008 г.): .
- Издательский проект "Память міста" — подготовка и издание книг, посвященных истории возникновения и становления Екатеринослава-Днепропетровска, а также достопримечательностям и историческим памятникам города (издательство "Герда", реализуется с 2009 г.).  (недоступная ссылка)  (недоступная ссылка)

Глава Рабочей группы Комиссии Днепропетровского городского совета по наименованию и переименованию улиц, переулков, площадей, парков, скверов, мостов и других объектов на территории города (с сентября 2007 г.) .
Стипендиат Международного Благотворительного фонда "Смолоскип" (1996-2004).
Стипендиат Кабинета Министров Украины: "Стипендия для молодых ученых" (2006-2008).
Благодарности городского головы г. Днепропетровска (2006, 2009, 2011).
Почётный участник творческого клуба "Штрих" от молодёжной организации Эксперимент

## Монографии
Автор 1 монографии
- Сады и парки в истории Екатеринослава-Днепропетровска. Книга 1. Парк имени Т.Г. Шевченко / М. Э. Кавун. — Д. : Герда, 2009. — 144 с. ISBN 978-966-8856-22-8, ISBN 978-966-8856-20-4  (недоступная ссылка)

Соавтор 7 монографий
- Діячі державної влади та самоврядування Дніпропетровської області: історичні нариси : у 2 т. / відп. ред. С. І. Світленко. — Д. : АРТ-ПРЕС, 2009. — Т. 1. — 447 с.  (укр.)
- Історія міста Дніпропетровська / за наук. ред. А. Г. Болебруха. — Дніпропетровськ : Грані, 2006. — 596 с. — Розділ ІІ. Заснування та становлення Катеринослава як губернського центру (остання чверть XVIII — перша половина XIX ст.). — С. 77–128. ISBN 966-8841-01-8  (укр.)
- Днепропетровск. Архитекторы / Н.П. Андрущенко, М.Э. Кавун, Н.А. Лопатюк и др.; Под общ. ред. Н.Н. Кондель-Перминовой ; Глав. архитект.-планир. упр. Днепропетровск. гор. сов. Днепропетровск. обл. орг. Нац. союза архитект. Украины. — Киев; Днепропетровск : Издательский дом «А+С», 2006. — 196 с., ил. — Раздел I. Долгий век Екатеринослава (конец XVIII — середина XIX века). — С. 10–50. ISBN 966-8613-18-X
- Дніпропетровськ: Віхи історії / редкол.: С.А. Квітка (гол. ред.) та ін. — Дніпропетровськ : Грані, 2001. — 256 с. — Гл. ІІІ. Губернське місто (1776–1880). — С. 49-83. ISBN 966-7647-87-0 ,   (укр.)
- Старт в третье тысячелетие: Очерки о Приднепровье / В. Платонов, В. Мороз, М. Кавун, Л. Пашук, В. Клименко, Л. Маркова. — Днепропетровск : Проспект, 2002. — 304 с.: ил. — ISBN 966-8345-00-2
- Історія Дніпропетровського національного університету імені Олеся Гончара / ред. кол.: М. В. Поляков (гол.) та ін. — 4-те вид., переробл і доповн. — Д. : Вид-во ДНУ, 2008. — 308 с. — Розділ 8. У пошуках оптимальної моделі розвитку в умовах пострадянських трансформацій (1991—1998).(Співавтори — В.В. Іваненко, А.Г. Болебрух, Є.І. Бородін). ISBN 978-966-551-259-2  (укр.)
- «Секретний» підрозділ галузі: Нариси історії фізико-технічного інституту Дніпропетровського національного університету / Редкол.: М.В. Поляков (кер.) та ін. — Дніпропетровськ : Вид-во ДНУ, 2001. — 376 с., іл. — Розд. ІІІ. Факультет чи інститут? Пошуки та рішення (середина 60-х — 70-і рр.). — С. 93-142.  (укр.)

## Археографические издания
- Зуев В.Ф. Путешественныя записки Василья Зуева от С. Петербурга до Херсона в 1781 и 1782 году / В.Ф. Зуев / подгот. текста, вступ. статья, коммент. М.Э. Кавуна; Ин-т укр. археографии и источниковедения им. М.С. Грушевского НАН Украины. — Днепропетровск: Герда, 2011. — XXVIII, 394 с., ил., карт. — (Серия «EDITIO PRINCEPS»). — ISBN 978-966-8856-43-3

## Брошюры
- Літописець міста на трьох пагорбах Михайло Шатров (1908—1985). (До 100-річчя від дня народження): Біобібліографічний покажчик / Упорядн.: І. Голуб, М. Кавун. — Дніпропетровськ: Дніпропетр. обл. наук. біб-ка, 2008. — 32 с. (Соавтор, автор биограф. статьи и библиографии).  (укр.)
- Євген Вучетич — творець монументальних шедеврів (до 100-річчя від дня народження): Біобібліографічний покажчик / Укл. М. Кавун, С. Пономаренко, І. Голуб; Дніпропетр. обл. універс. наук. біб-ка. — Дніпропетровськ: ДОУНБ, 2008. — 12 с. (Соавтор, автор биограф. статьи).  (укр.)
- Живописець із Сурсько-Литовського (Федір Павлович Решетников): Біобібліографічний посібник / Упор. Т. Зайцева, І. Голуб, М. Кавун. — Дніпропетровськ: Дніпропетр. обл. наук. біб-ка, 2006. — 8 с. (Соавтор, автор биограф. статьи).  (укр.)

## Статьи
- Цикл "Гений места" - историческая и культурная топография Екатеринослава-Днепропетровска. История районов города от древности до наших дней
- Цикл "Топонимия Днепропетровска. Жизнь и смерть городских названий" — история названий улиц, переулков, площадей, парков, скверов и других объектов Екатеринослава-Днепропетровска
- Цикл "Днепропетровск: философия успеха" — статьи о выдающихся личностях и о роли персонального фактора в развитии города и региона в разные эпохи.
- Цикл "Светлейший князь Потемкин" — история выдающейся личности XVIII века и основателя Екатеринослава
- Цикл "Днепропетровская хронология" — споры о датах основания Днепропетровска и перипетии празднования городских юбилеев
- Цикл "История Соборной площади" — этапы развития градостроительного центра Екатеринослава-Днепропетровска. Архитектура. История. Символы. Тайны.
- Цикл "Загадки Преображенского собора"
- Загадки Преображенского собора. Часть I
- Загадки Преображенского собора. Часть II
- Загадки Преображенского собора. Часть III
- Загадки Преображенского собора. Часть IV
- Цикл "13 тайн дворца Потемкина" — мифы и реалии в истории екатеринославской резиденции Светлейшего князя

Другие избранные статьи
- Архетипы Днепровского мегаполиса
- Три жизни "Золотой Розы"
- Революция. Как это было сто лет назад. Часть 1
- Революция. Как это было сто лет назад. Часть 2
- Свидетель путешествия императрицы — "Екатерининская миля"
- Гостиничный бизнес в Екатеринославе. Часть I
- Гостиничный бизнес в Екатеринославе. Часть II
- Иордань на Днепре. Как встречали Крещение в старом Екатеринославе
- Универсалы: охранные грамоты независимости, или…?

## Интервью
Избранные интервью
- Сколько лет Днепропетровску?
- Где найти переулок Ялицевий (Вопросы переименования улиц Днепропетровска)
- Потемкин задумал Екатеринослав как «идеальный город» масонов?
- Есть ли туннели под Потемкинским дворцом?
- Григорий Петровский превратился в... Петра Первого!
- "Вечерка" нашла могилу Поля?
- Имя Сталина осталось только в сталинках
- Творча зустріч молоді з краєзнавцем М.Е. Кавуном  (укр.) (недоступная ссылка)
- В Днепропетровске есть подземное царство и "захоронен" Сталин
- Днепропетровск. Парку им. Т.Г. Шевченко посвятили книгу (недоступная ссылка)
- В Год Тигра появился Днепропетровск, а также ЦУМ, Оперный театр и парочка музеев (какие судьбоносные события приносил полосатый хищник родному городу в прошлом)